# Штег (Тіроль)
Штег (нім. Steeg) —  громада округу Ройтте у землі Тіроль, Австрія.
Штег лежить на висоті 1122 м над рівнем моря і займає площу 68 км². Громада налічує 689 мешканців.
Густота населення 10/км².
|                               |
| Штег на мапі округу та землі. |

 Адреса управління громади: Steeg 30, 6655 Steeg (Tirol).